# Bang Bang Orangutang
Bang bang orangutang er en dansk/svensk film fra 2005 instrueret af Simon Staho efter manuskript af Peter Asmussen og Simon Staho. I filmen medvirker bl.a. Mikael Persbrandt, Tuva Novotny, Lena Olin, Fares Fares, Jonas Karlsson, Reine Brynolfsson og mange andre populære svenske skuespillere.
Ved Bodiluddelingen 2006 var filmen nomineret til to priser; Mikael Persbrandt for Bodilprisen for bedste mandlige hovedrolle og Tuva Novotny for Bodilprisen for bedste kvindelige birolle.

## Handling
Som i Simon Stahos forrige film "Dag og Nat" er der igen kun svenske skuespillere i hovedrollerne - en imponerende række etablerede stjerner som bl.a. Mikael Persbrandt og Lena Olin. Filmen følger den succesfulde forretningsmand Åke Jönsson, som elsker sig selv, sin karriere og sin dyre bil. En skæbnesvanger dag forandres hans liv for altid, og han mister sin kone og sine børn. Pludselig må Åke på jagt efter kærligheden, og den vilde rundtur, hvor Åke både skal lære at elske og finde nogen at få lov at elske, brager bang bang lige i synet på én. Det er bestemt ikke en børnefilm, selvom nogen måske tager fejl af titlen!